# Henriettea
Henriettea là chi thực vật có hoa trong họ Mua.